# DB Fernverkehr
DB Fernverkehr is een dochtermaatschappij van de Deutsche Bahn, verantwoordelijk voor het lange-afstandsvervoer. Het bedrijf is gevestigd in Frankfurt am Main. De maatschappij werd op 1 januari 1999 opgericht als DB Reise & Touristik, waarvan de naam in november 2003 werd gewijzigd in DB Fernverkehr.
De treinsoorten die DB Fernverkehr exploiteert zijn ICE, Intercity, Eurocity, ICE Sprinter en de nachttreinen. Het bedrijf heeft een eigen materieelpark, dat behalve verschillende soorten ICE-treinstellen ook de locomotief BR 101 bevat.
Het bedrijf heeft te kampen met een schuldenlast en ondervindt hinder in de bedrijfsvoering vanwege frequente storingen door verouderde infrastructuur, problemen met punctualiteit en storingen, traagheid van bepaalde lijnen en overvolle treinen. De matige prestaties van het bedrijf zijn onderwerp van debat in de Duitse en Europese publieke opinie.

## Afbeeldingen

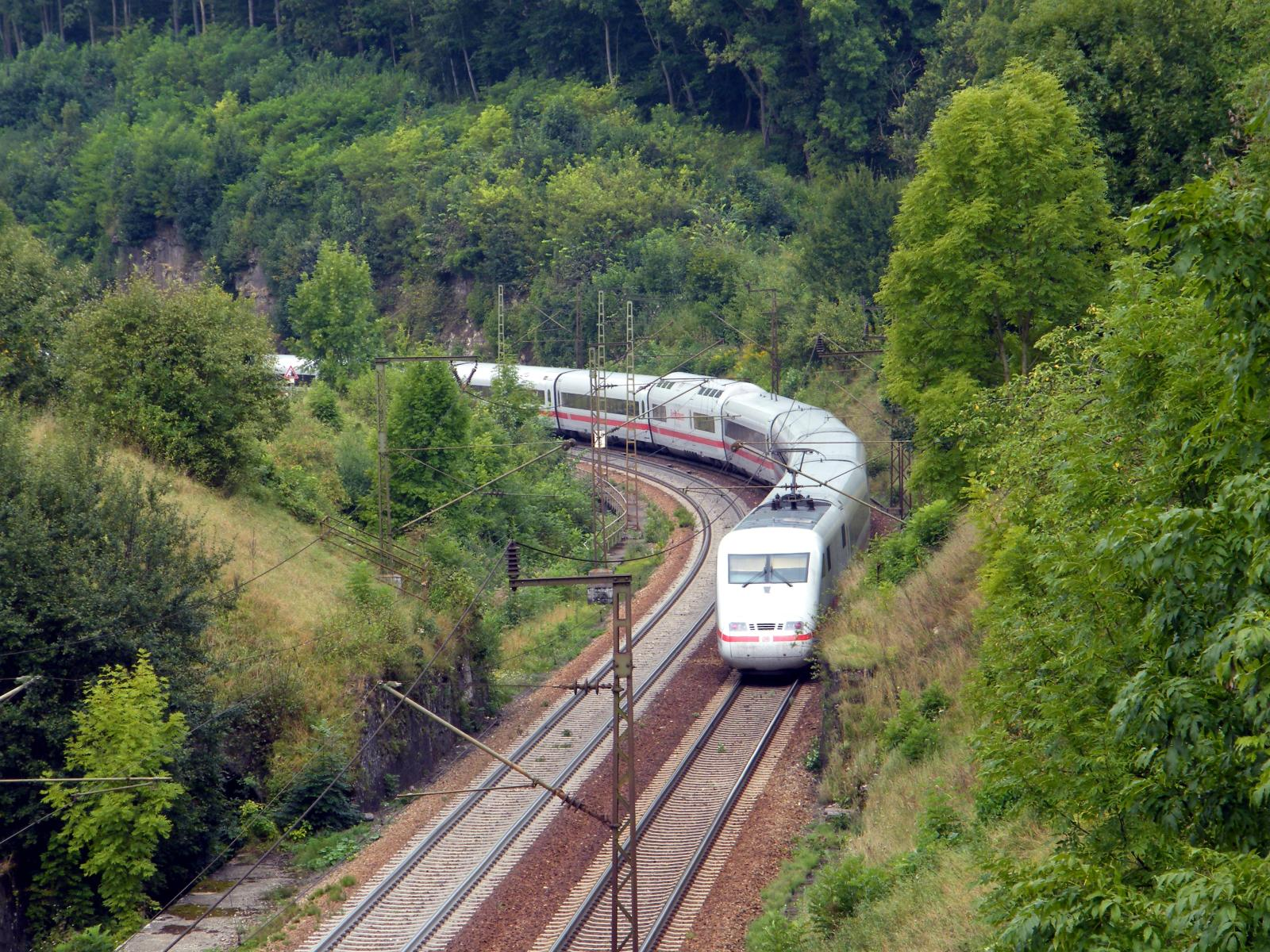
ICE 1 bij de Geislinger Steige
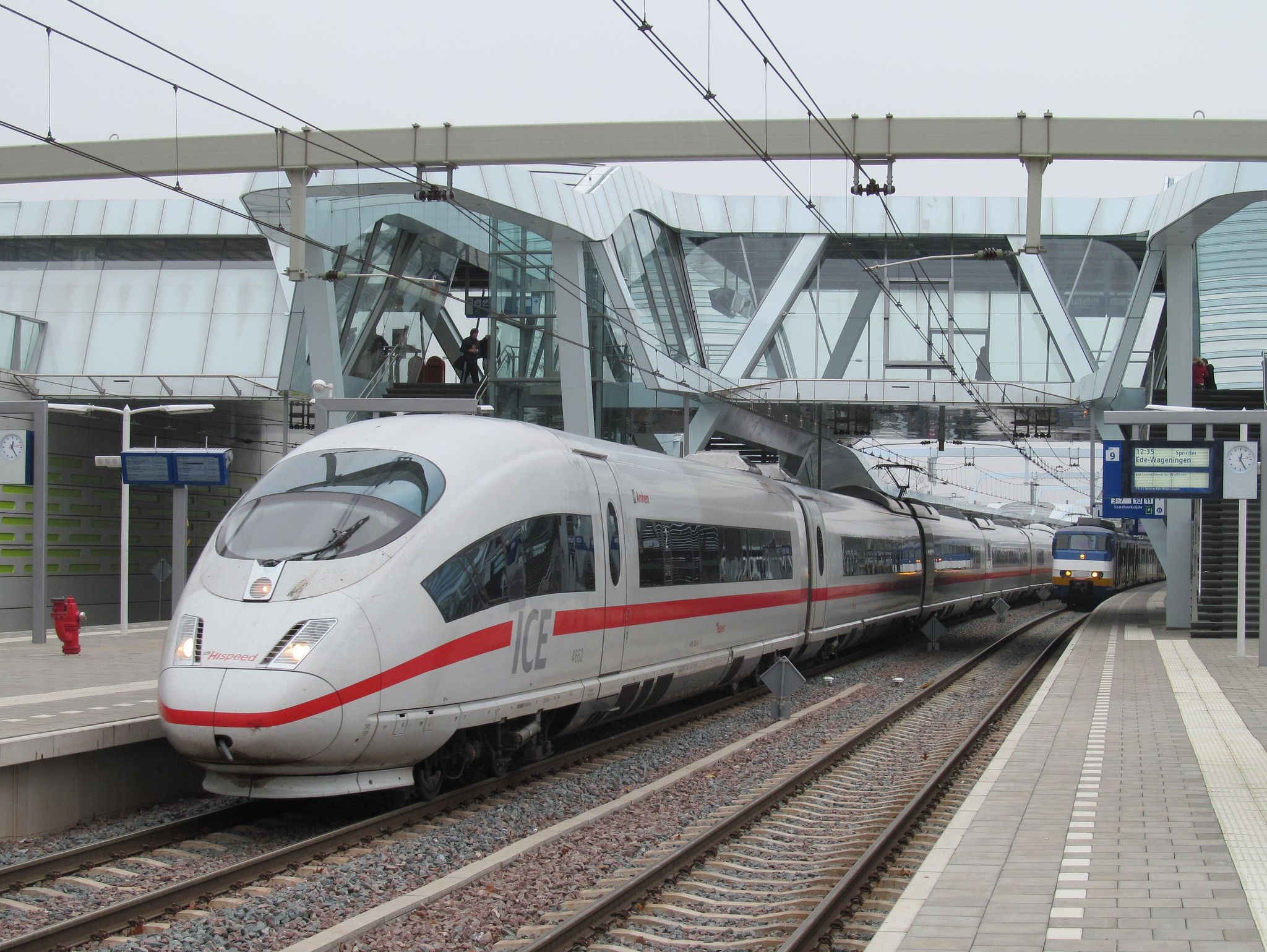
ICE 3 in Arnhem
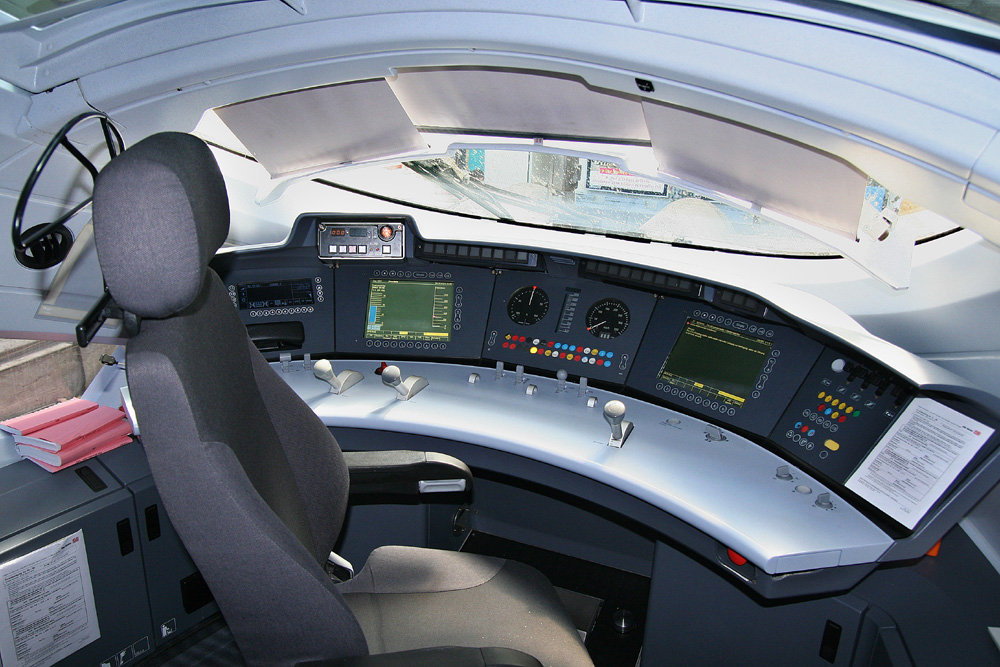
Bestuurderscabine ICE 3